# Hollis (Alaska)
Pour les articles homonymes, voir Hollis.
Hollis est une localité d'Alaska (CDP) aux États-Unis dans la Région de recensement de Prince of Wales - Outer Ketchikan dont la population était de 106 habitants en 2011.

## Situation - climat
Elle est située sur la partie est de l'île du Prince-de-Galles, à 31 km à l'est de Craig par la route et à 56 km de Ketchikan par voie maritime.
Les températures vont de −2 °C à 4 °C en janvier et de 9 °C à 17 °C en juillet.

## Histoire - activités
C'était une ville minière qui avait plus de 1 000 habitants aux environs de 1900. L'or et l'argent y ont été exploités jusqu'en 1915. En 1953, elle devint un village résidentiel pour les exploitants du bois sur l'île du Prince-de-Galles, et ceci jusqu'en 1962 où le camp se déplaça à Thorne Bay à 72 km au-delà.
Actuellement, la localité est tournée vers le port, pour les services du ferry de l'Alaska Marine Highway, vers l'hébergement touristique et celui en rapport avec l'industrie du bois.

## Démographie
| 1960 | 1990 | 2000 | 2010 | - | - |
| ---- | ---- | ---- | ---- | - | - |
| 292  | 111  | 139  | 112  | - | - |

## Sources et références
- (en) CIS

- (en) Cet article est partiellement ou en totalité issu de l’article de Wikipédia en anglais intitulé « Hollis, Alaska » (voir la liste des auteurs).

1. ↑  « Statistiques des États-Unis (Alaska) - Profils des communautés de 2010 » (consulté en octobre 2020)